# Nicolás Marín
Nicolás Marín López (n. c.1939 - f. Granada; 1985) fue un filólogo, cervantista y crítico de la literatura española.

## Biografía
Catedrático de Literatura Española de la Universidad de Granada, falleció tempranamente en 1985. Estudió primero a la Academia del Trípode y al Conde de Torrepalma y destacó luego como lopista (editó las Cartas de Lope de Vega) y cervantista, dejando un puñado de importantes estudios críticos sobre historia de la literatura española.

## Libros
- La obra poética del Conde de Torrepalma Oviedo: Universidad de Oviedo, Facultad de filosofía y letras, 1963.
- La Alhambra: Epoca romántica. (1839-1843). Índices. Granada, Universidad, 1962
- Poesía y poetas del setecientos: Torrepalma y la Academia del Trípode. Granada: Universidad 1971.
- Estudios literarios sobre el Siglo de Oro ed. póstuma al cuidado de Agustín de la Granja, Granada: Diputación Provincial, 1988; 2.ª edición aumentada, también al cuidado de Agustín de la Granja; Granada: Universidad de Granada , 1994
- Ed. de Lope de Vega, Cartas, Madrid: Castalia, 1985.
- La piedra y la mano en el prólogo del "Quijote" apócrifo [Madrid] ANABA (Asociación Nacional de Bibliotecarios, Archiveros y Arqueólogos), 1974.[2]
- Trad. Walter Pabst, La creación gongorina en los poemas Polifemo y Soledades, Madrid, 1966.